# Carpiodes
Genre
Carpiodes est un genre de poissons téléostéens de la famille des Catostomidae et de l'ordre des Cypriniformes. Carpiodes sont des « poissons suceurs » ou « poissons à ventouse » originaires d’Amérique du Nord.

## Liste des espèces
Selon FishBase (16 juillet 2015):
- Carpiodes carpio (Rafinesque, 1820)
- Carpiodes cyprinus (Lesueur, 1817) - Couette - poisson d'eau douce au corps comprimé et plat, pouvant atteindre 50 cm de long.
- Carpiodes velifer (Rafinesque, 1820)

## Galerie

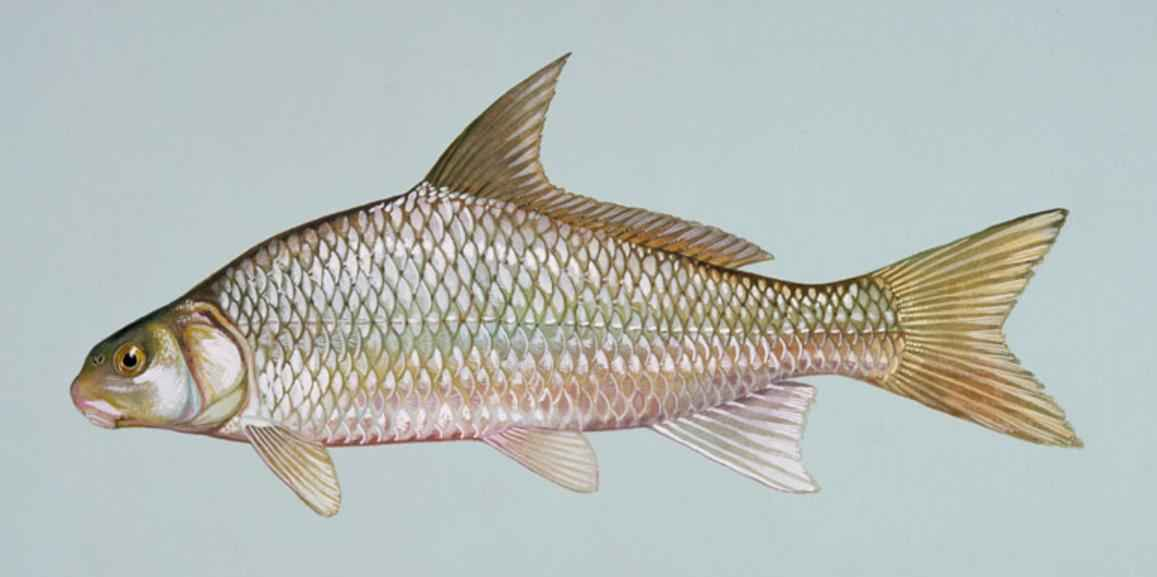
Carpiodes carpio